# فهرست بیانیه‌های عذرخواهی جنگ توسط ژاپن
فهرست بیانیه‌های عذرخواهی جنگ توسط ژاپن با توجه به جنایات جنگی ژاپن که توسط امپراتوری ژاپن در طول جنگ جهانی دوم مرتکب شده‌است. این بیانیه‌ها در پایان جنگ جهانی دوم در آسیا از دهه ۱۹۵۰ تا دهه ۲۰۲۰ گفته شده‌است.

## زمینه
در پایان جنگ اقیانوس آرام، دولت امپراتوری ژاپن شرایط اعلان پوتسدام را پذیرفت. در سال ۱۹۴۵، تسلیم بدون قید و شرط تسلیم ژاپن به‌طور رسمی در کشتی جنگی متفقین، یواس‌اس میزوری تأیید شد. پس از امضای اسناد رسمی، ژنرال داگلاس مک‌آرتور، نماینده متفقین، به عنوان فرماندهی عالی نیروهای متفقین در ژاپن انتخاب شد.
امپراتور هیروهیتو به اطلاع ژنرال مک آرتور رساند که او آمادگی دارد تا از ژنرال مک آرتور به دلیل اقدامات ژاپن در طول جنگ جهانی دوم عذرخواهی کند - از جمله عذرخواهی برای حمله به حمله به پرل هاربر در ۷ دسامبر ۱۹۴۱.

### رد کردن عذرخواهی امپراتور
در یکی از نسخه‌های عذرخواهی رسمی، گزارش شده‌است که امپراتور هیروهیتو، پادشاه ژاپن، به ژنرال مک آرتور گفته‌است: من پیش شما می‌آیم تا خودم را به قضاوت قوایی که شما نمایندگی می‌کنید، پیشکش کنم، زیرا مسئولیت تمام تصمیمات سیاسی و نظامی اتخاذ شده و اقداماتی را که مردم من در جریان جنگ انجام داده‌اند، تنها بر عهده من است.
در نسخه دوم عذرخواهی رسمی، پاتریک لنوکس تیرنی ادعا می‌کند که وقتی امپراتور هیروهیتو برای ارائه این عذرخواهی به مقر فرماندهی معظم متفقین آمد، وی شاهد عینی بوده‌است. تیرنی در دفتر خود در طبقه پنجم ساختمان بیمه دای-ایچی در توکیو بود. این همان طبقه ای بود که سوئیت ژنرال مک آرتور در آن قرار داشت. تیرنی گزارش داد که وقتی امپراتور رسید، مک آرتور از پذیرفتن وی یا تصدیق وی امتناع ورزید و لحظه مهم سپری شد.
سالها بعد، تیرنی کوشید تا درک خود را از اهمیت آنچه ادعا کرده‌است شخصاً شاهد آن بوده توضیح دهد: "عذرخواهی در ژاپن مسئله بسیار مهمی است. [...] این بی ادبانه‌ترین، خشن‌ترین، غیرموجه‌ترین چیزی بود که من در زندگی خود شاهد بوده‌ام.